# Marco (filho de Basilisco)
Flávio Marco Augusto (em latim: Flavius Marcus Augustus) era filho do general e usurpador bizantino Basilisco e sua esposa Zenonis. Aclamado césar em 475, foi depois promovido a augusto, reinando como coimperador com o pai. Moedas chegaram a ser cunhadas em seu nome e de Leão II. Quando Zenão reconquistou Constantinopla no final de agosto de 476, Marcos e seus pais se refugiaram numa igreja em busca de santuário. Zenão prometeu não machucá-los e exilou-os em Límnas, na Capadócia, e lá mandou matá-los de fome.